# 八幡市立中央小学校
八幡市立中央小学校（やわたしりつ ちゅうおうしょうがっこう）は、京都府八幡市八幡小松にある公立小学校。

## 概要
一区、六区を主な校区とする市立小学校である。1970年代前半から半ばにかけての人口急増期に「八幡小学校1校では近い将来児童数が3000人に達し、きめ細かな教育ができない。」と予想され、八幡小学校の適正規模を維持するために3小学校体制が構想された。第1段階として1976年に八幡小学校校区が南北に分割され、中央小学校が開校した。仮称は中央部小学校とされていたが、八幡南小学校などの案が考えられた後に、現在の名称に決定した。
校区には自動車解体業が集積する地区がある。市立中学校に進学する場合、八幡市立男山中学校に進学することになる。

## 沿革
出典
- 1976年（昭和51年）4月7日 - 八幡小学校から分離し、八幡町立中央小学校開校
- 1977年（昭和52年）
  - 4月1日 - 附属幼稚園開園。
  - 11月1日 - 綴喜郡八幡町の市制施行に伴い八幡市立中央小学校設立。
- 1980年（昭和55年） - きこえ、ことばの2教室開設。
- 1981年（昭和56年） - 米飯給食を開始。
- 1985年（昭和60年） - 創立10周年記念行事開催。
- 1987年（昭和62年） - 附属幼稚園を中央幼稚園に改称。
- 1990年（平成2年） - 創立15周年記念の冊子作成。
- 1995年（平成7年）
  - 3月31日 - 中央幼稚園休園。
  - 日付不明 - 開校20周年記念行事開催。
- 1998年（平成10年） - 中央幼稚園廃園。社会人講師による授業（音楽・図工）。
- 1999年（平成11年） - 第1期校舎改築工事竣工。
- 2000年（平成12年） - 第2期校舎改築工事竣工。コンピューター教室設置、米飯給食の自校炊飯開始。
- 2001年（平成13年） - 第3期校舎改築工事竣工。
- 2002年（平成14年） - 校内LAN整備。
- 2003年（平成15年） - 体育館、プールを大規模改造。
- 2004年（平成16年）7月 - 「敷地内（校内）全面禁煙」を実施開始[4]。
- 2005年（平成17年） - 創立30周年記念行事開催。
- 2006年（平成18年）
  - 2月1日 - 玄関をオートロック化[5]。
  - 4月1日 - 2学期制を導入。
- 2015年（平成27年） - 創立40周年記念行事開催。

## 教育目標
- 「確かな学力を持った子ども」
- 「進んで行動し、最後までやりぬく子ども」
- 「人権を大切にし、思いやりのある心豊かな子ども」
- 「健康でたくましい体力を持った子ども」

## 通学区域と進学先中学校
出典

### 通学区域
- 八幡地区のうち市道八幡城陽線以南、長尾八幡線以西および国道1号以東を除く区域で式部谷、清水井、岸本、長田、軸、柿木垣内（19番地から74番地の2のそれぞれ北側を結ぶ線以北の区域を除く。）
- 西島（巡検道以北の区域を除く。）および舞台を含むこれらの区域以南の区域

### 進学先中学校
- 八幡市立男山中学校

## 周辺施設等
- 八幡市立中央幼稚園 - 敷地が隣接、かつ進学前幼稚園のひとつ。
- かすみ公園
- あおぞら公園
- 八幡市営小松団地 - 八幡市道をはさんで隣接。
- 京都府営小松団地
- 八幡人権・交流センター
- 八幡市立南ヶ丘保育園 - 進学前保育園のひとつ。
- 京都府道735号長尾八幡線
- 八幡市立男山中学校
- 京都府警八幡警察署
- 医療法人社団医聖会
  - 介護老人保健施設梨の里
  - 八幡中央病院

## 交通アクセス
- 京阪バス「32」系統樟葉八幡線・「77」系統八幡田辺線（男山車庫行のみの片方向運行）・京都京阪バス「八幡コミバス」で、「おさ田」停留所下車後、
  - 樟葉駅行・男山車庫行（京阪バス）・橋本東山本行（京都京阪バス）のりばから、徒歩約350m・約5分。
  - 石清水八幡宮駅行（京阪バス）・市民体育館行（京都京阪バス）のりばから、徒歩約475m・約7分。
- 京阪電鉄本線樟葉・岩清水八幡宮両駅から、上述の京阪バス「32」系統・「77」系統（岩清水八幡宮駅発のみ）に乗車し、「おさ田」停留所下車後、徒歩。

## 通学区域が隣接している学校
- 八幡市立八幡小学校
- 八幡市立有都小学校
- 八幡市立美濃山小学校
- 八幡市立南山小学校
- 八幡市立くすのき小学校
- 八幡市立さくら小学校